# Tylomyinae
Die Tylomyinae sind eine Unterfamilie der Nagetierfamilie der Wühler (Cricetidae). Sie sind mit 10 Arten die artenärmste der drei Gruppen, in die die Neuweltmäuse unterteilt werden.

## Merkmale
Es sind mittelgroße bis große Neuweltmäuse, die eine Kopfrumpflänge von 10 bis 26 Zentimetern erreichen. Der Schwanz ist in der Regel etwas länger als der Körper. Das Fell ist an der Oberseite bräunlich, grau oder schwarz gefärbt, die Unterseite ist heller. Die Ohren sind oft groß und unbehaart. Die Hinterfüße sind an eine baumbewohnende Lebensweise angepasst.

## Verbreitung und Lebensweise
Tylomyinae kommen fast ausschließlich in Mittelamerika vor, wo sie vom südlichen Mexiko bis Panama verbreitet sind. Einzig die Kletterratte Tylomys mirae ist im nordwestlichen Südamerika (Kolumbien und Ecuador) heimisch. Lebensraum dieser Tiere sind Wälder, oft auf felsigem Untergrund. Sie kommen bis in 2000 Meter Höhe vor.
Die Vertreter der Tylomyinae sind fast ausschließlich Baumbewohner. Sie sind meist nachtaktiv und ziehen sich tagsüber in selbsterrichtete Nester aus Gräsern und Zweigen zurück. Sie leben meist einzelgängerisch oder in kleinen Familiengruppen und reagieren oft aggressiv auf Artgenossen. Sie sind vorwiegend Pflanzenfresser, die Samen, Früchte und Blätter zu sich nehmen.

## Systematik
Folgende vier Gattungen in zwei Tribus werden zu den Tylomyinae gerechnet:
- Tribus Nyctomyini
  - Vesperratte (Nyctomys sumichrasti)
  - Yucatán-Vesperratte (Otonyctomys hatti)
- Tribus Tylomyini
  - Kletterratten (Tylomys), 7 Arten
  - Großohr-Kletterratte (Ototylomys phylotis)

Diese Gruppe kann morphologisch definiert werden, dennoch ist unsicher, ob sie tatsächlich monophyletisch ist. Während die enge Verwandtschaft innerhalb der beiden Tribus unumstritten ist, sind die genauen Abstammungsverhältnisse und systematischen Beziehungen zu den anderen Neuweltmäusen ungeklärt.